# 聖ヶ丘教会
聖ヶ丘教会（ひじりがおかきょうかい）は米国各派派遣の宣教師の伝道により、麻布基督教会として誕生。現在は東京都渋谷区にある日本基督教団の著名な教会。

## 沿革
1889年(明治22年)、麻布基督教会が創立される。
1902年(明治25年)、麻布狸穴町に新会堂を設立し、麻布クリスチャン教会と改称。
1930年(昭和22年)、同所に新会堂を設立すると共に、麻布基督教会に改称。
1941年(昭和16年)、日本基督教団麻布教会に改称。 
1949年(昭和24年)、渋谷区大和田町に新会堂設立、聖ヶ丘教会と改称。
1960年(昭和35年)、渋谷区南平台町に新会堂設立。 
2004年(平成16年)、同所に新会堂、新牧師館設立。

## 歴代主任牧師
- 初代:D・F・ジョーンズ(1889年-1893年)
- 第2代:高橋房太郎(1899年-1904年)
- 第3代:松野菊太郎(1907年-1944年)
- 第4代:稲垣守臣(1944年-1978年)
- 第5代:山北宣久(1978年-2011年)
- 第6代:朴壽吉(2011年-2018年)
- 第7代:藤井清邦(2018年-)

## 所在地
- 東京都渋谷区南平台町9-14

## 交通アクセス
- JR渋谷駅南改札口より徒歩約10分
- 東急トランセ(ミニバス)代官山循環35番「南平台町」下車